# RIPE
Réseaux IP Européens este un forum care se adresează entităților interesate in dezvoltarea internet-ului. Principalul obiectiv al comunității RIPE este acela de a asigura continuitatea coordonării din punct de vedere tehnic și administrativ a acestuia.
RIPE nu are o formă juridică legală. Oricine este interesat de activitatea acestuia poate participa prin intermediul listelor de mail sau a întâlnirilor organizate. RIPE are un președinte, care îl reprezintă la aceste întâlniri și asigură legătura cu terții.